# Grand Avenue
Grand Avenue ist eine dänische Indie-Rock-Band. Auch auf internationaler Ebene erfreut sich ihr Sound, der an Größen wie U2, Simple Minds und New Order erinnert, wachsender Beliebtheit.

## Geschichte
Die Geschichte von Grand Avenue begann in London. Die vier Musiker Rasmus Walter Hansen (Leadsänger und Frontmann), Niels-Kristian Bærentzen (Gitarrist), Marc Stebbing (Bassist) und Hjalte Thygesen (Schlagzeuger) lernten sich an der School of Music kennen. Bald trennten sich ihre Wege wieder, nur Rasmus Walter Hansen blieb noch einige Jahre in London und versuchte sich dort als Gitarrist. Erst im Jahr 2001 nahm er wieder Kontakt zu seinen Freunden auf, die inzwischen wieder in Kopenhagen lebten – kurz darauf war Grand Avenue geboren. Obwohl sie noch in den Kinderschuhen steckten, interessieren sich die dänischen Radiosender bereits für ihre Demo-Aufnahmen. Es folgte ein Plattenvertrag bei EMI. Für die Gestaltung der Albencover kam der Grafikdesigner und Bruder von Rasmus Walter Hansen, Anders Walter, zur Hilfe. Sowohl das Debütalbum Grand Avenue (2003) als auch der Nachfolger She (2005) war bei dänischen Rockfans beliebt. Nach zwei Nominierungen bei den Danish Music Awards sah die Band ihre Chance auf eine internationale Karriere.
Der irische Toningenieur Richard Rainey, der für seine Arbeit an All That You Can’t Leave Behind von U2 schon einen Grammy gewonnen hat, wurde als Produzent an Bord geholt. Schließlich entstand The Outside, welches als erstes Album auch international veröffentlicht wird.
Als Vorgruppe für George Michael erheben Grand Avenue nun ihren Anspruch auf ihren Platz im internationalen Musikbusiness.
2007 unterstützte sie Sunrise Avenue auf ihrer Tour durch Deutschland. Auch mit ihrem eigenen Programm war sie in den Niederlanden, Deutschland, Griechenland, Dänemark und der Schweiz auf Tour. Ihre zweite Singleauskopplung aus dem Album The Outside heißt Bullet und wurde am 4. April 2008 veröffentlicht.
Im Jahre 2009 nahm Grand Avenue ein weiteres Album auf. Hierbei wurden sie auch wieder von Richard Rainey unterstützt. Das Album wurde am 28. September 2009 nur in Dänemark veröffentlicht. Eine Veröffentlichung in anderen Teilen Europas – u. a. in Deutschland, Schweiz, Österreich, den Niederlanden, Griechenland, Frankreich – erfolgte Anfang 2010. Die erste Single-Auskopplung für Dänemark hieß Almost Gone.
Seit 2009 ist Grand Avenue in Dänemark beim Label Playground Music Scandinavia unter Vertrag. Der Münchener Veranstalter KBK und das ebenfalls in der bayerischen Landeshauptstadt beheimatete Label Globe Art wollen die dänische Band nun auch in Deutschland etablieren.

## Diskografie

### Alben
- 2003: Grand Avenue
- 2005: She
- 2007: The Outside
- 2009: Place to Fall

### Singles
- 2007: The Outside
- 2008: Bullet
- 2009: Almost Gone